# Toumanski R-15

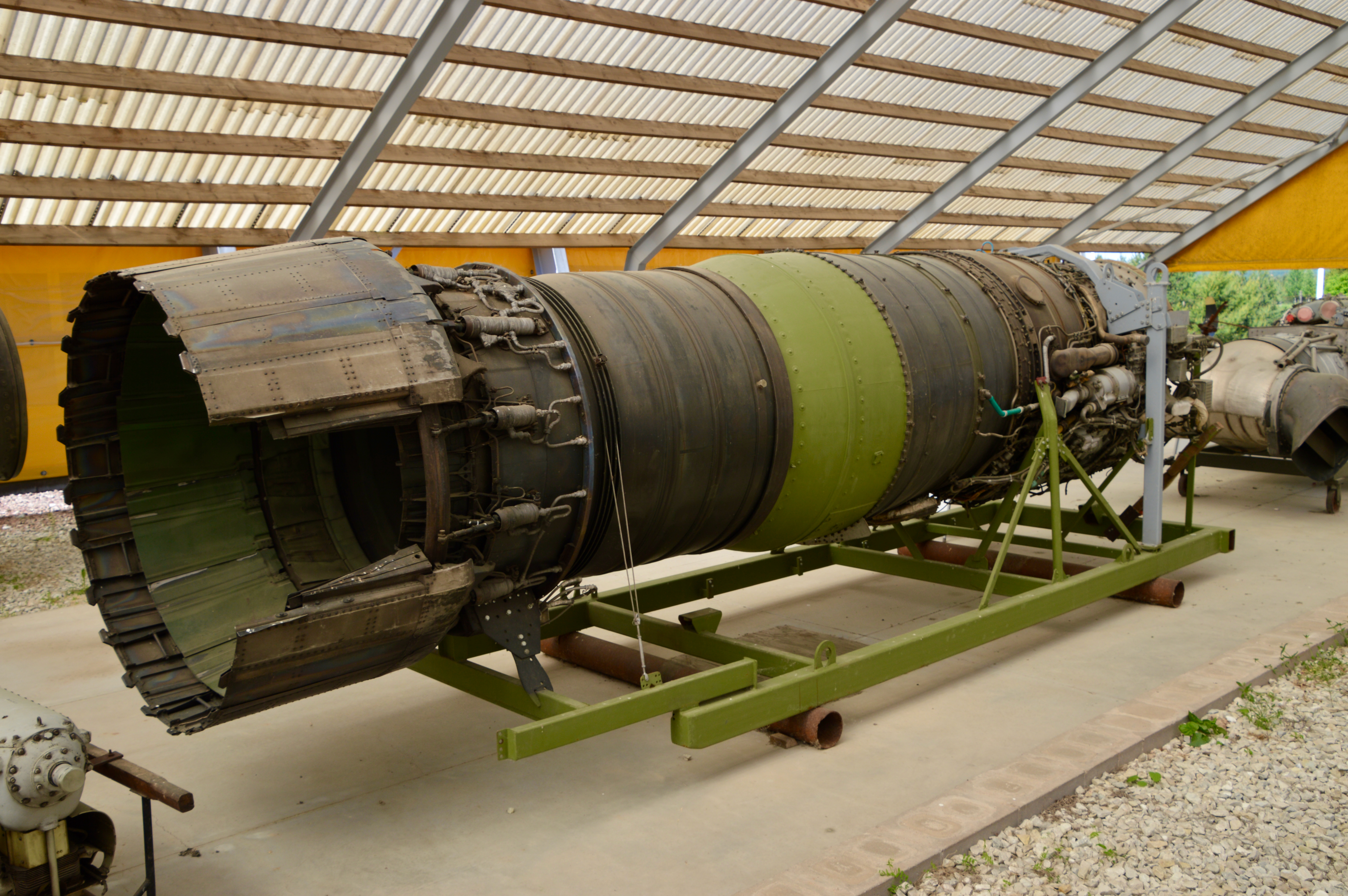
Turboréacteur Toumanski R-15BD-300 présenté au Musée estonien de l'aviation

Le Soyouz/Toumanski R-15BD-300 est un turboréacteur à compresseur axial monocorps. Il est doté d'une postcombustion.

## Conception et développement

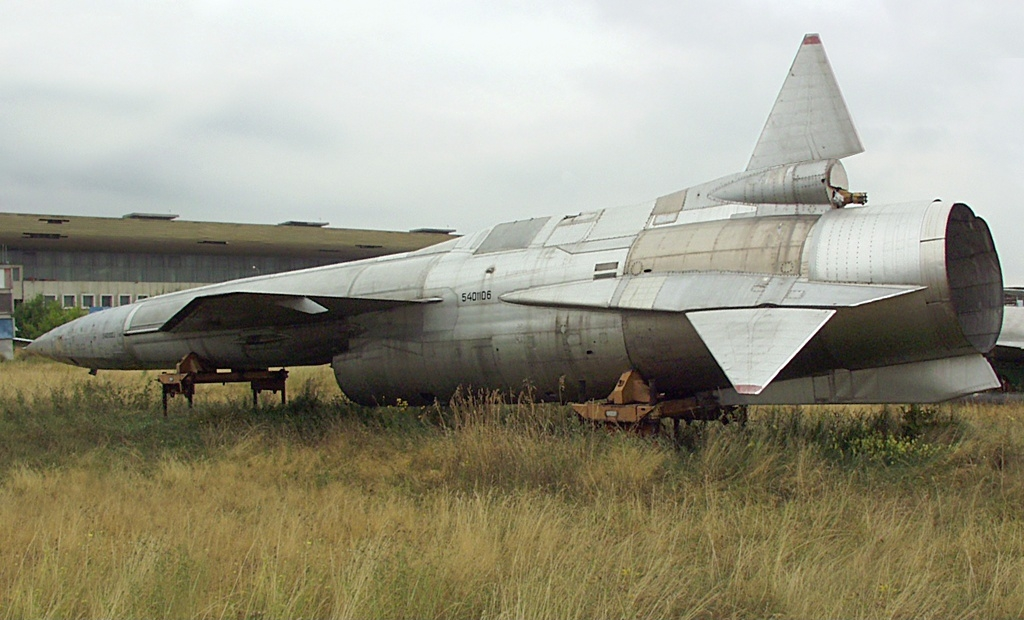
Tupolev Tu-123, qui contient la variante R-15-300 du moteur

Le Toumanski R-15BD-300 a été conçu par Sergueï Toumanski à la fin des années 1950. Le moteur a été conçu, à l'origine, pour propulser des drones volant à haute vitesse à haute altitude (projet abandonné quelque temps après).
En raison du manque de ressources et de financement, l'enveloppe du moteur était principalement fabriquée en acier et, pour les parties soumises aux hautes températures, en acier plaqué.
À l'époque, l'URSS n'avait pas les ressources pour exploiter des métaux comme le titane, ou des alliages composites, qui auraient pu réduire fortement la masse du moteur. Le moteur original a été utilisé dans le drone de reconnaissance Tupolev Tu-123.

### Performances
Le moteur fournit une forte poussée à haute altitude, mais au prix d'une forte consommation. À sec, le moteur fournit une poussée de 7 500 kgp (soit 73,5 kN) ; avec la postcombustion, la poussée passe à 11 200 kgp (soit 110 kN). Cela permet au Mikoyan-Gourevitch MiG-25, qui utilise deux turboréacteurs R-15, d'atteindre Mach 3,2.
Cependant, aux vitesses supérieures à Mach 3, l'aspiration du carburant par le flux d'air dans le réacteur dépasse la capacité des pompes à le limiter, ce qui entraîne des pannes à hautes vitesses lorsque le moteur est poussé à plein régime.

## Variantes
- R-15-300 : version originale. Utilisée sur le drone Tupolev Tu-123 Iastreb.
- R-15-300M :
- R-15B-300 : dotée d'un contrôle électronique (première fois pour un moteur soviétique), modifiée pour augmenter la durée de vie. Première motorisation du MiG-25.
- R-15BD-300 :
- R-15BF2-300 : version améliorée. Utilisée pour le Ye-266M, prototype du MiG-25. Jamais produite en série.

## Applications
Le seul appareil qui utilise le R-15BD-300 est le MiG-25. Ce moteur a fait de cet avion le chasseur le plus rapide (chronométré à Mach 3,2) jamais produit en série. Les prototypes de ce moteur ont également été utilisés pour motoriser le Ye-150A, prototype d'intercepteur conçu par MiG.